# Pruszków (stacja kolejowa)
Pruszków – stacja kolejowa w podwarszawskim Pruszkowie, przy ul. Henryka Sienkiewicza, w województwie mazowieckim.
Według klasyfikacji PKP ma kategorię dworca aglomeracyjnego.
Dworzec wzniesiono według projektu pracowni sekcji architektonicznej Warszawskiej Dyrekcji Kolejowej pod kierunkiem Bronisława Brochwicza-Rogóyskiego i jego zastępców Romualda Millera i Józefa Wołkanowskiego.

## Ruch pasażerski
| Rok  | Wymiana roczna | Wymiana pasażerska na dobę | Miejsce w Polsce |
| ---- | -------------- | -------------------------- | ---------------- |
| 2017 | 5 100 000      | 14 000                     | 13.              |
| 2018 | 4 300 000      | 11 900                     | 16.              |
| 2019 | 4 600 000      | 12 600                     | 16.              |
| 2020 | 4 600 000      | 12 600                     | 13.              |
| 2021 | 4 600 000      | 12 600                     | 13.              |
| 2022 | 3 759 500      | 10 300                     | 24.              |
| 2023 | 3 139 000      | 8600                       | 38.              |
| 2024 | 4 099 200      | 11 200                     | 29.              |

## Renowacja dworca
24 września 2018 roku oddano do użytku wyremontowany dworzec w ramach modernizacji linii kolejowej Warszawa Zachodnia – Grodzisk Mazowiecki, odcinek Warszawa Włochy – Grodzisk Mazowiecki, współfinansowanej przez Unię Europejską z Instrumentu „Łącząc Europę”. Dodano nagłośnienie, zostały zamontowane infokioski z rozkładem jazdy oraz tablice z systemem dynamicznej informacji pasażerskiej – SDIP.

## Ruch pociągów
Ze stacji można dojechać elektrycznymi pociągami podmiejskimi do Skierniewic, Grodziska Mazowieckiego, Warszawy oraz Otwocka. Na stacji swój bieg kończy linia S1 Szybkiej Kolei Miejskiej.
| Linia | Przewoźnik         | Trasa                                                                                                   |
| ----- | ------------------ | --- |
| R1    | Koleje Mazowieckie | W-wa Wschodnia – W-wa Śródmieście – W-wa Zachodnia – Pruszków – Grodzisk Maz. – Żyrardów – Skierniewice |
| S1    | SKM Warszawa       | Pruszków – W-wa Zachodnia – W-wa Śródmieście – W-wa Wschodnia – W-wa Falenica – Otwock                  |

## Galeria

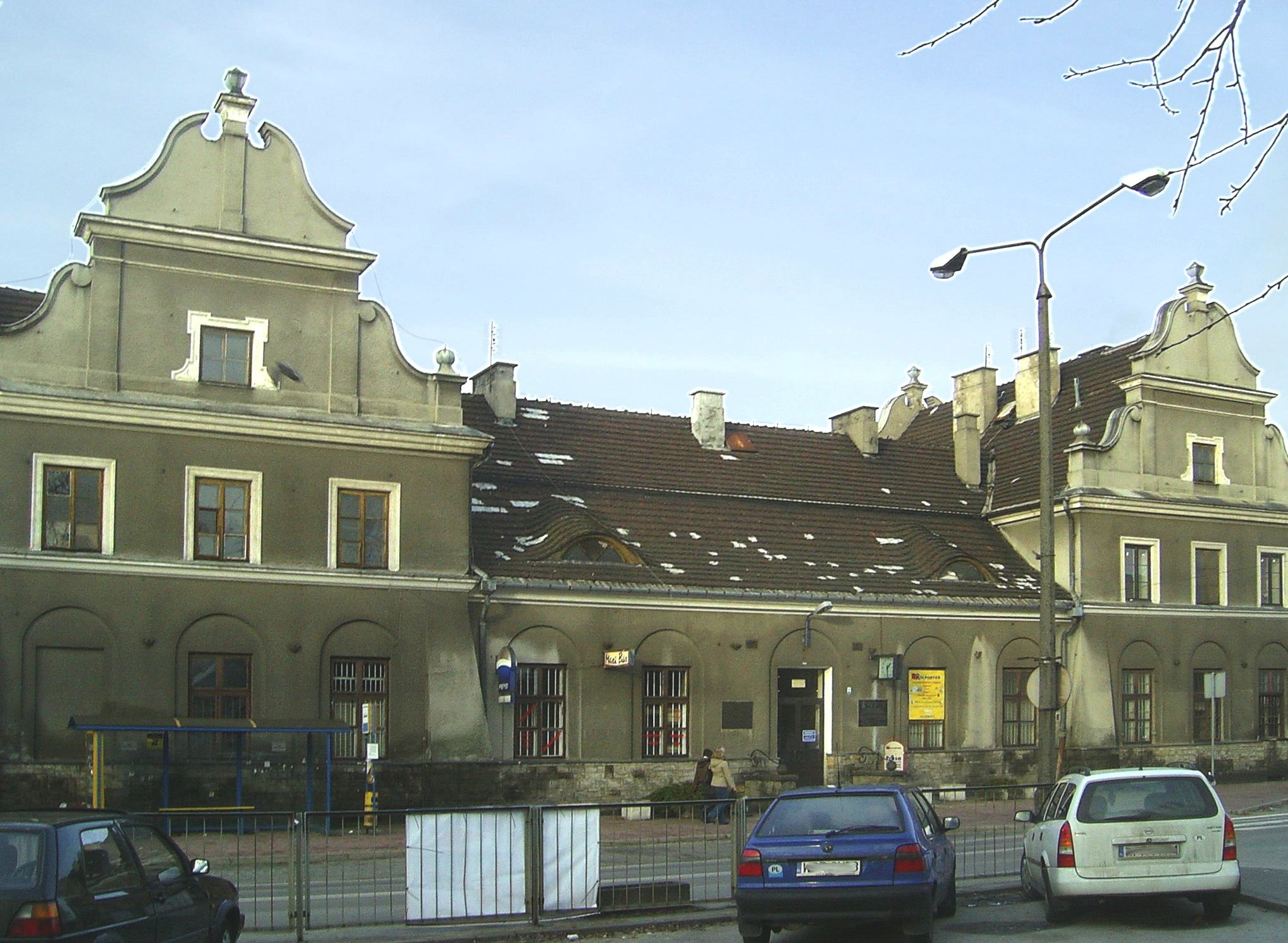
Budynek dworca, widok z ul. Sienkiewicza
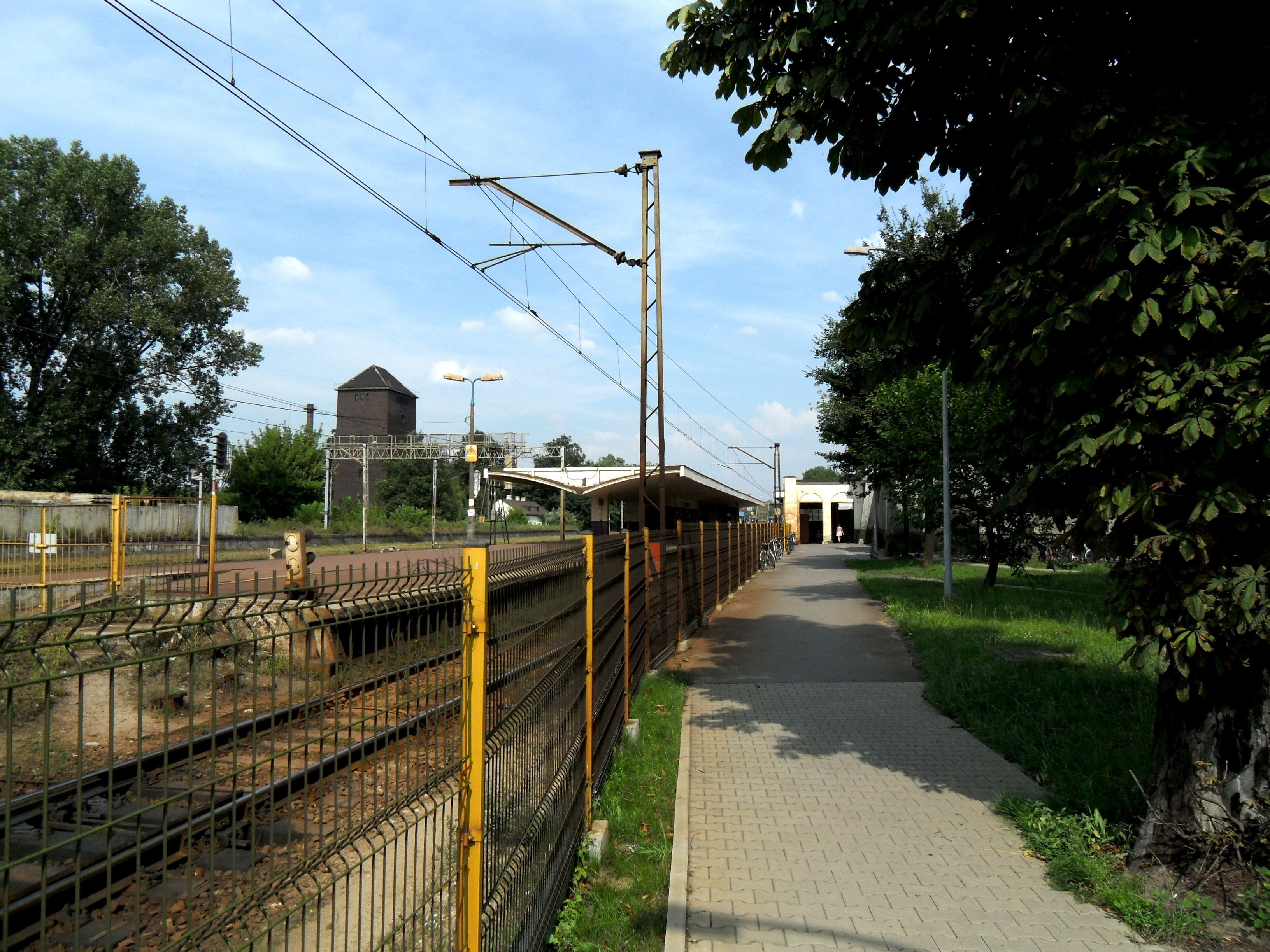
Peron stacji
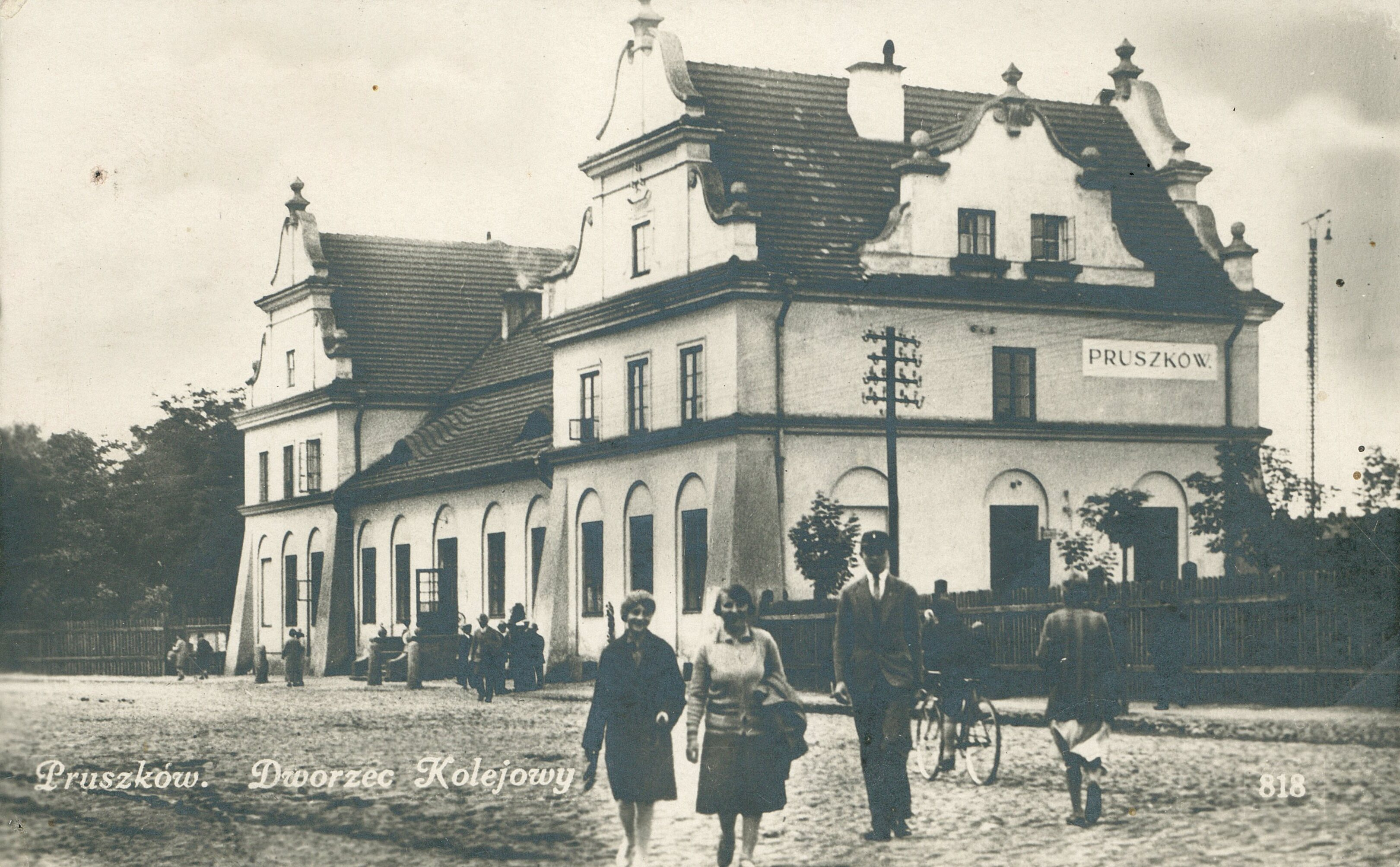
Dworzec około 1932